# Fritz Rück
Fritz Rück (* 15. April 1895 in Stuttgart; † 18. November 1959 ebenda) war ein deutscher Publizist, sozialistischer Politiker und Organisator der württembergischen Novemberrevolution.

## Leben
Fritz Rück war der Sohn eines Schreiners und ließ sich zum Schriftsetzer ausbilden. Er wurde in der sozialistischen Jugendbewegung in Stuttgart aktiv und trat im Jahre 1913 in die SPD ein. Dort schloss er sich dem politischen Freundeskreis von Friedrich Westmeyer an. Während des Ersten Weltkriegs trat er der Spartakusgruppe bei. 1915 wurde er Soldat, jedoch 1917 infolge eines Nierenleidens aus dem Militärdienst entlassen. Danach betätigte er sich in der Redaktion des Stuttgarter Mitteilungsblatts Der Sozialdemokrat, welches von Westmeyer herausgegeben wurde. Vom 6. bis 8. April 1917 nahm Rück am Gründungsparteitag der USPD in Gotha teil und wurde daraufhin für vier Monate in Untersuchungshaft genommen. Im Oktober 1917 wurde Rück Landesvorsitzender der USPD in Württemberg. Im Oktober 1918 nahm er an der Reichskonferenz der Spartakusgruppe in Berlin teil. Ende Oktober und Anfang November 1918 war Rück zusammen mit August Thalheimer federführend bei der Organisation und Durchführung der Demonstrationen in Stuttgart beteiligt, die schließlich am 9. November zum Sturz der Monarchie im Königreich Württemberg führten. Am 4. November wurde er Vorsitzender des neu gebildeten illegalen Stuttgarter Arbeiterrates. Am Abend des 6. November wurde er zusammen mit Thalheimer auf dem Weg von Stuttgart nach Friedrichshafen in Ulm verhaftet, so dass er am entscheidenden 9. November die revolutionären Aktivitäten des Spartakusbunds in Stuttgart nicht selbst leiten konnte. Er und Thalheimer kamen erst am späten Abend des 9. November wieder frei. Bis Ende November war Rück einer der führenden Köpfe des Arbeiter- und Soldatenrats in Stuttgart, ging dann für einige Wochen in die Zentrale des Spartakusbunds nach Berlin und kehrte zur Durchführung des Spartakusaufstands nach Stuttgart zurück, in dessen Verlauf er im Januar 1919 verhaftet wurde. Im „Stuttgarter Spartakistenprozess“ wurde er freigesprochen.
Während der Jahre der Weimarer Republik trat er als Wanderredner und Redakteur kommunistischer Zeitungen, unter anderen Die Rote Fahne, in Erscheinung. Ab dem Jahre 1927 arbeitete Rück mit Johannes R. Becher für die Agitprop-Abteilung des Zentralkomitees der KPD in Berlin. 1929 trat Rück, der zum „rechten“ Parteiflügel um August Thalheimer und Heinrich Brandler gehörte, aus der KPD aus, schloss sich aber nicht der KPO an, sondern trat in die SPD ein. Im Herbst 1931 schloss er sich der SAP an, wo er zusammen mit Gertrud Düby zu den Wortführern einer KPD-nahen Gruppe gehörte und wegen eines Wahlaufrufes für die KPD im Juni 1932 aus der Partei ausgeschlossen wurde. Einem darauf folgenden Gesuch Rücks um eine Wiederaufnahme in die KPD wurde nicht stattgegeben. Mit dem Beginn der Herrschaft der Nationalsozialisten emigrierte er 1933 in die Schweiz, wo er als Journalist für die linkssozialdemokratische und gewerkschaftliche Presse arbeitete. Von dort ging er 1937 nach Schweden und war als Publizist bei der Arbeiterpresse, Korrespondent für Schweizer Zeitungen und als Übersetzer tätig. Politisch war er in dieser Periode in der Landesgruppe Schweden der Auslandsvertretung der deutschen Gewerkschaften tätig, ab 1943 gehörte er als Vertreter der Mitglieder von KPO, Trotzkisten und parteilosen Sozialisten deren Vorstand an.
Im Jahre 1950 kehrte Fritz Rück in seine Vaterstadt Stuttgart zurück und trat wieder in die SPD ein. Er war Chefredakteur der Gewerkschaftszeitung der IG Druck und Papier sowie Mitglied des Bundesausschusses des DGB. Zudem war er von 1955 bis zu seinem Tod Bundesvorsitzender der NaturFreunde.

## Pseudonyme
Fritz Rück verwendete zuweilen die Pseudonyme Peter Wedding und Leo Kipfer.

## Werke
- Kerkerblumen. Gedichte aus der Kriegszeit. Stuttgart 1918
- Vom 4. August bis zur russischen Revolution. Leipzig 1920
- Von Bismarck zu Hermann Müller. Der Weg der deutschen Sozialdemokratie vom Sozialistengesetz zum Panzerkreuzer A. Berlin 1928
- Der Wedding in Wort und Bild. Berlin 1931
- 1919-1939. Frieden ohne Sicherheit. Stockholm 1945
- Tausendjähriges Schweden. Von der Wikingerzeit zur sozialen Reform. Stuttgart 1956
- November 1918. Stuttgart 1958